# ポルヴォー議会

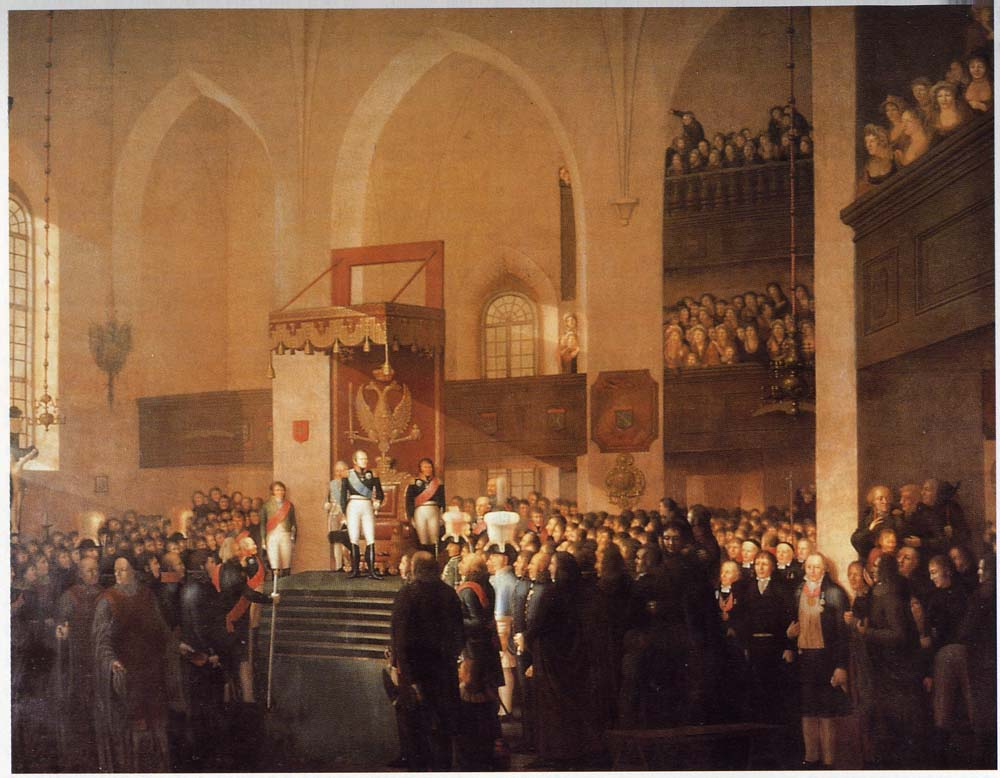
アレクサンドル1世によって開かれたポルヴォー議会

ポルヴォー議会（ポルヴォーぎかい、フィンランド語: Porvoon maapäivät、スウェーデン語: Borgå landtdag）は1809年にフィンランド大公国を建国するために招集された、スウェーデンの身分制議会の力を継承した立法議会。議会は1809年の2月から7月の間に開催された。

## 名称
フィンランド語においては19世紀半ばに議会に当たるvaltiopäivätという単語が導入され、Porvoon valtiopäivätとも呼ぶようになったが、歴史的にはポルヴォー議会を呼ぶ呼称としては正しくない。スウェーデン語におけるフィンランド議会のための呼称は19世紀までlandtdagであり1919年にriksdag（リクスダーグ）に変更された。

## 歴史

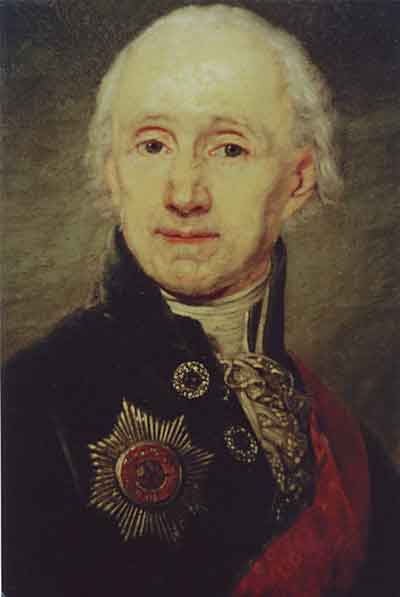
フィンランドの暫定総督ゲオルク・マグヌス・スプレングポルテン

第二次ロシア・スウェーデン戦争中の1808年秋にフィンランド議会の使節団がサンクトペテルブルクでロシア皇帝アレクサンドル1世に忠誠を誓った後、ロシアに任命されたフィンランドの暫定総督ゲオルク・マグヌス・スプレングポルテンはフィンランドの統治計画を立て、同年12月1日にアレクサンドル1世に承認された。アレクサンドル1世が議会開会の意向を示すと、スプレングポルテンは議会の準備を命じられた。1809年2月1日、フィンランド当局はポルヴォーでの議会への招待状が届けられた。議会の開会地選びには、第二次ロシア・スウェーデン戦争が影響していた。主要都市のトゥルクとハメーンリンナはロシアとの国境から遠く、ヘルシンキは前年に大火があったばかりであり、ロヴィーサまで探しても議場に適する場所がなかった。そのため、開会地はポルヴォーが選ばれ、開会式はポルヴォー大聖堂で、実際の会議はポルヴォーン・キュムナーシンという学校で行われることとなった。聖職者の会議は同キュムナーシンで、貴族とブルジョワの会議は市庁舎で、平民の会議はアンデルス・ファビアン・オッラエウスの邸宅で行われた。
こうして1809年の5月25日から7月19日の間、四階級の身分制会議がポルヴォーに招集された。ポルヴォーでの主要な催しは就任宣誓と5月29日のポルヴォー大聖堂での身分制会議の宣誓であった。それぞれの階級制会議は忠誠の誓いを宣誓し、皇帝を真の権威としてのフィンランド大公として許可し、国体と政府の形を変えずに保つためにために彼ら自身をゆだねた。

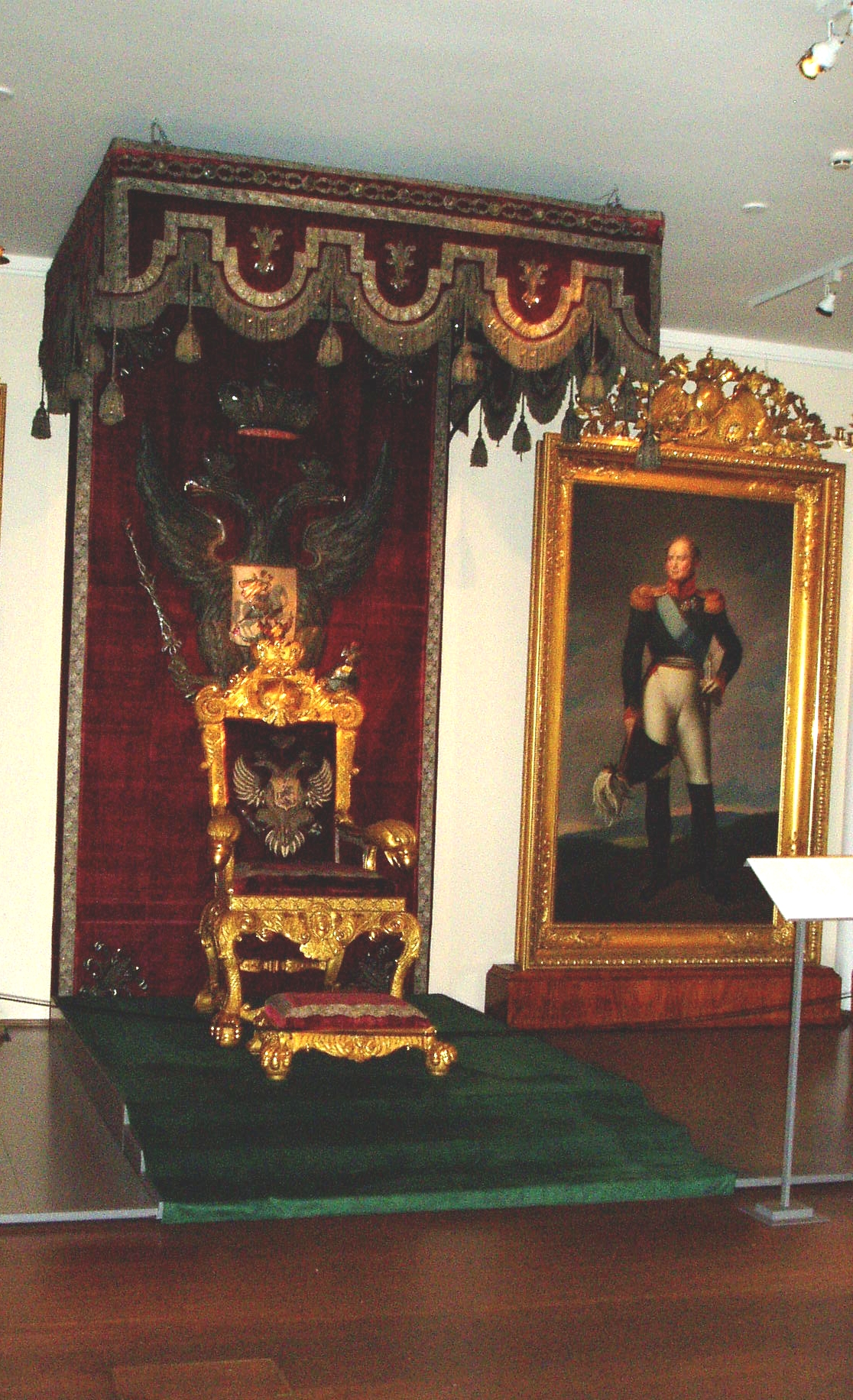
ポルヴォー議会当時の王座。フィンランド国立博物館所蔵。

アレクサンドル1世は、法によって自身がフィンランドを統治すると約束した。これは本質的に皇帝がフィンランドの憲法として1772年のスウェーデンの政府法文書を認可したことを意味しており、また既存の法と国家の尊重を意味すると解釈されている。第二次露瑞戦争が終結して、フィンランドがスウェーデンから切り離されることを結論付けた後に、再び必要とされ、会議が招集された。同年9月17日、この戦争はフレデリクスハムンの和約によって終結し、ポルヴォー議会は解散した。

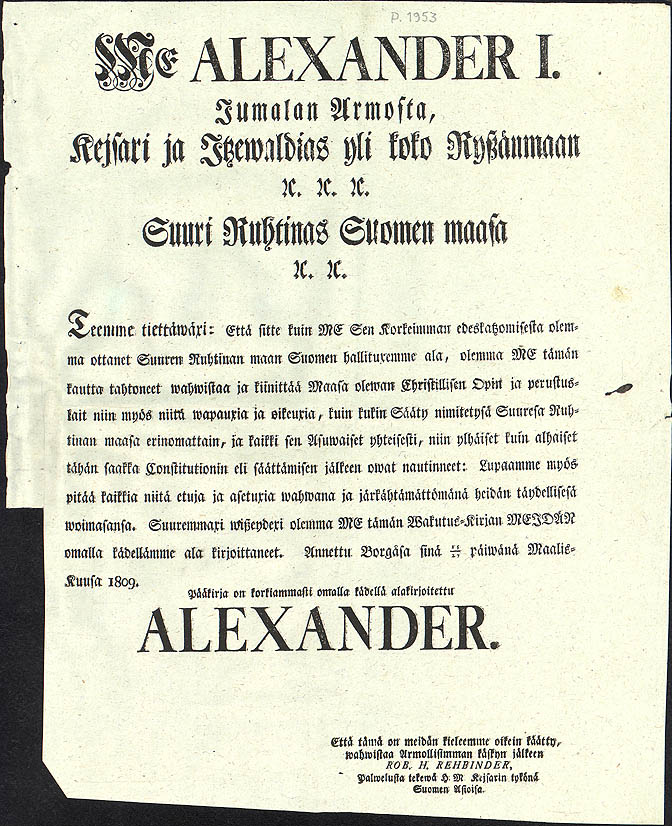
フィンランド語によるアレクサンドル1世の就任宣言

閉会に当たってアレクサンドル1世は「高貴で尊い人々は、現在の国家の状況を決定した神意を祝福しなければならない。今から、国と国との間に昇格され、国は法によって守られ、その古い政府は平和によって帰された友好関係を発展させるためだけに思い出されるであろう。」と述べた。
50年後の1863年6月、ロシア皇帝アレクサンドル2世によりフィンランドの階級会議が再び招集された。

## 参加者
ポルヴォー議会に参加した諸階級は下記のとおりである。
- 貴族：代表75名、議長はロベルト・ヴィルヘルム・デ・ゲール（フィンランド語版）伯爵
- 聖職者：代表8名、議長はトゥルク監督のヤコブ・テングストロム（英語版）
- ブルジョワ：代表20名、議長はトゥルクの商人クリスティアン・トラップ（フィンランド語版）
- 平民：代表31名、議長はウーシカールレピュー（英語版）出身のペヘル・クロッカルス（フィンランド語版）

フィンランド貴族205家のうち130家が議会で代表されず、代表のうち60名が開会式に出席しなかった。ブルジョワの代表は主に商人で構成された。

## 評価
19世紀後期にフィンランドの国家主義が勃興すると、国粋派は議会は言外にフィンランドとロシアの間に国家間の条約を締結したのだと主張するようになった。ヘルシンキ大学名誉教授のオスモ・ユッシラによると、アレクサンドル1世がフィンランドとロシアは国家間の状態に引き上げられたと言ったことは真実であるが、対等関係での条約の主張は単に独立戦略の政治的事実への言い訳であり嘘であるとしている。また、台湾の国際関係学者張亞中は、ロシア治下のフィンランドの政体は1809年のポルヴォー議会で制定されたものであり、国として政権を有するとした。